# 奥州市立常盤小学校
奥州市立常盤小学校（おうしゅうしりつ ときわしょうがっこう）は、岩手県奥州市の旧水沢市域にある公立小学校。

## 沿革
- 1955年（昭和30年）4月1日 - 水沢市立常盤小学校として創立。[1][2]
- 1957年（昭和32年）10月1日 - 校章制定。
- 1958年（昭和33年）3月31日 - 体育館落成。
- 1960年（昭和35年）12月3日 - 校歌制定。
- 1963年（昭和38年）12月23日 - 給食室が完成し、給食実施。
- 1967年（昭和42年）4月1日 - 精神薄弱児学級創設。
- 1974年（昭和49年）7月20日 - プール竣工。
- 1975年（昭和50年）11月1日 - 創立20周年記念事業並びに記念式典挙行。
- 1979年（昭和54年）11月27日 - PTAの協力により校旗制作。
- 1985年（昭和60年）
  - 4月5日 - 神楽クラブが発足し、水沢市無形文化財指定「瀬台野神楽｣ 伝承。
  - 9月21日 - 水沢市立常盤小学校創立30周年記念式典挙行。
- 1990年（平成2年）10月1日 - 新校舎起工式。
- 1992年（平成4年）8月1日 - 新校舎落成記念式典並びに祝賀会挙行。
- 1995年（平成7年）11月11日 - 学校創立40周年記念式典挙行し、祝賀会開催。
- 1997年（平成9年）3月31日 - コンピュータ導入（22台）。
- 2000年（平成12年）4月1日 - ことばの教室創設。
- 2001年（平成13年）1月30日 - パソコン機器20台導入（職員室・西ホール）。
- 2005年（平成17年）11月19日 - 創立50周年記念事業並びに記念式典挙行。
- 2006年（平成18年）
  - 2月20日 - 市町村合併により、奥州市立常盤小学校と改称。
  - 6月20日 - 常盤地区見守り隊発足。
- 2008年（平成20年）4月1日 - きこえの教室開設。
- 2011年（平成23年）
  - 3月11日 - 14時46分頃、東日本大震災発生。
  - 3月31日 - 特設クラブ「神楽クラブ」活動終了。
  - 4月1日 - 大船渡市立猪川小学校と支援校連携。
- 2012年（平成24年）3月31日 - 特設クラブ「相撲部」・「バトン部」の活動終了。

## 通学区域
- 西常盤・北常盤・花園町・原中（第一～第六）・跡呂井・安久戸・瀬台野西・瀬台野東[3]

## 進学先中学校
- 奥州市立東水沢中学校[3]

## アクセス
- 奥州市コミュニティバス羽田・黒石線「常盤小学校前」バス停より約200m・約3分。
- 東日本旅客鉄道（JR東日本）
  - 東北本線水沢駅より、約1.4km・徒歩約21分。
  - 東北新幹線水沢江刺駅より、約3km・徒歩で約45分、車で約6分。

## 周辺
- ときわ児童センター - 同一敷地内
- 常盤幼稚園
- ときわ保育園
- 花園テニスコート
- 雲峰神社